# Szum biały

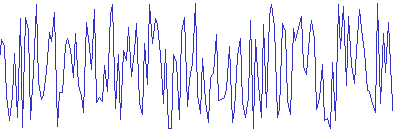
Przykładowa realizacja procesu o charakterze szumu białego

Widmo szumu białego

Szum biały – rodzaj szumu akustycznego o całkowicie płaskim widmie; nazwa wyprowadzona przez analogię do widma optycznego fali elektromagnetycznej: światło białe to de facto szum elektromagnetyczny mieszaniny wszystkich możliwych barw o całkowicie płaskim widmie w zakresie widzialnym.
Intensywność szumu białego teoretycznie jest statycznie równomierna w całym paśmie – od zera do nieskończoności, lecz w praktyce przyjmuje się do rozważań tylko pewne zakresy częstotliwości (w akustyce jest to zazwyczaj pasmo słyszalne, od kilkunastu Hz do dwudziestu kiloherców, jednak przy analizowaniu innych zjawisk pasmo to jest stosowne do zakresu ich zmienności). Równomierność ta sprowadza się do tego, że na każdy herc szerokości pasma przypada taka sama moc analizowanego szumu, zatem taką samą moc ma on w zakresie od 15 do 16 Hz, co w zakresie 15 000 do 15 001 Hz.
Ludzkie ucho, odbierające bodźce w skali proporcjonalnej (logarytmicznej, a nie liniowej), odbiera taki szum jako dosyć wysoki, ponieważ największa liczba odbieranych bodźców skupiona jest w najwyższej słyszalnej oktawie, tzn. w paśmie 10–20 kHz skupione jest tysiąc razy więcej mocy akustycznej niż w oktawie 10–20 Hz.
Ze względu na opisaną wyżej cechę, szum biały rzadko jest stosowany w pomiarach akustycznych. Jako wzorzec sygnału szerokopasmowego znacznie częściej stosowany jest tzw. szum różowy, którego moc równa jest w każdym „względnie jednakowym” paśmie – w każdej oktawie albo w każdej tercji.